# Carl Arvid Schultz-Steinheil
Carl Arvid Schultz-Steinheil, född 11 december 1863 i Uppsala, död 12 september 1954 i Kristianstads Heliga Trefaldighets församling, Kristianstads län, var en svensk lärare och astronom.
Carl Arvid Schultz-Steinheil var son till Herman Schultz. Efter mogenhetsexamen i Uppsala 1883 studerade han vid universitetet där och blev filosofie kandidat 1887 och filosofie licentiat 1891 samt efter disputation 1898 filosofie doktor vid Lunds universitet 1899. 
Schultz-Steinheil var amanuens vid Uppsala astronomiska observatorium 1887–1891 och vid Stockholms observatorium 1891–1893. 1894–1898 var han lärare vid privatskolor i Stockholm och samtidigt matematiker hos Arbetareförsäkringsbolaget där. Schultz-Steinheil var docent i astronomi i Lund 1898–1901 och lektor i matematik och fysik vid Luleå läroverk 1901 samt vid Kristianstads läroverk 1902–1929. 
För Generalstabens räkning utförde han precisionsavvägningar i Södermanland och nedre Norrland 1895 och i övre Norrland 1896. Han företog i vetenskapligt syfte ett stort antal studieresor i Europa. Schultz-Steinheils vetenskapliga produktion låg helt inom astronomin. Bland annat märks iakttagelser och beräkningar för ekvinoktiets bestämning (tillsammans med Karl Bohlin) samt över kometer och Jupitermånarna, beskrivning av en ny metod att bestämma jupiterradien och studier över störningsproblemen. I sin doktorshandling undersökte han jupiterstörningarna på asteroiden Alexandra. Schultz-Steinheil fullbordade och utgav ett par av faderns efterlämnade arbeten som Measures of Nebulæ (1893). Han beräknade flertalet av Arbetareförsäkringsbolagets tabeller och medverkade vid utgivandet av 2:a upplagan av Uppfinningarnes bok, varjämte han publicerade uppsatser i tidningar och tidskrifter.